# Гезеркент
Гезеркент — упразднённое село в Магарамкентском районе Дагестана. На момент упразднения входило в состав Целягюнского сельсовета. Упразднено в 1968 году в связи с переселением населения в село Советское.

## География
Располагалось в горной части Магармкентского района, на границе с Сулейман-Стальским районом, в 1,5 км к юго-востоку от села Испик.

## История
По данным на 1929 год село Газар-Кент состояло из 26 хозяйств, в административном отношении входило в состав Испикского сельсовета Касумкентского района. В 1966 году село оказалось в эпицентре Касумкентского землетрясения и частично было разрушено. Было принято решение населённый пункт не восстанавливать, а население переселить в совхоз «Фрунзенский» села Советское. Исключено из учётных данных указом ПВС ДАССР от 01.09.1968 г.

## Население
| Год     | 1895 | 1908 | 1926 | 1939 |
| ------- | ---- | ---- | ---- | ---- |
| человек | 84   | 88   | 135  | 187  |

По данным Всесоюзной переписи населения 1926 года, в национальной структуре населения лезгины составляли 100 %

## Промыслы
Село Гезеркент являлось одним из центров народного промысла, так называемой Испикской керамики.